# An-158
An-158 (ukr. Ан-158) – ukraiński odrzutowy samolot pasażerski krótkiego zasięgu zbudowany w zakładach Antonowa.

## Historia
Samolot powstał na bazie An-148. W nowej konstrukcji dodano dwie sekcje kadłuba o łącznej długości 1,7 m (1,15 m w przedniej części kadłuba i 0,55 m za częścią środkową), co pozwoliło na wydłużenie przedziału pasażerskiego o 2,5 m i dodanie dodatkowych foteli. W wyniku przebudowy maksymalna liczba pasażerów wzrosła z 75 w An-148 do 99 w An-158.
Samolot został zaprezentowany 21 kwietnia 2010 r. w Kijowie, jego oblotu prototypu dokonano 28 kwietnia. Certyfikacja zakończyła się 28 lutego 2011 r. Wyposażenie samolotu jest zunifikowane z wyposażeniem zastosowanym w An-148. Kabina pilotów posiada pięć wielofunkcyjnych ekranów, które wyświetlają informacje o parametrach lotu i pozwalają na monitorowania wszystkich systemów pokładowych. Samolot może przewozić 99 pasażerów w układzie jednoklasowym lub 89 w układzie z klasą biznes i ekonomiczną. Zmiany wprowadzone w konstrukcji skrzydła pozwoliły obniżyć koszty operacyjne o 12% w porównaniu z An-148.
20 marca 2013 roku odbył się pierwszy lot pierwszego seryjnego An-158 (nr 201-01), 18 kwietnia pierwszy samolot został przekazany zagranicznemu klientowi – liniom Cubana de Aviación. Odbiorca kubański zamówił łącznie sześć maszyna An-158, które zostały dostarczone na Kubę za pośrednictwem rosyjskiej firmy leasingowej Iliuszyn Finance Co. Jeden z egzemplarzy samolotu zamówiony przez Kubę został zaprezentowany ma Międzynarodowym Salonie Kosmiczno-Lotniczym MAKS-213 w Żukowskim. Wycofanie z eksploatacji An-158 na Kubie nastąpiło w 2017 r. kiedy to Ukraina zaprzestała dostaw podzespołów liniom kubańskim.
Zakłady Antonowa przeorganizowały łańcuch dostaw, zaburzony po rosyjskiej agresji na Krym w 2014 r., i wznowiły produkcję An-158 w 2018 r.